# Carlos II de Inglaterra
Carlos II (Palacio de St. James, Londres, 29 de mayo de 1630-Palacio de Whitehall, Londres, 6 de febrero de 1685) fue rey de Inglaterra, Escocia e Irlanda desde el 29 de mayo de 1660 hasta su muerte, en 1685.
Su padre, Carlos I, fue ejecutado en 1649 tras la guerra civil inglesa; la monarquía fue entonces abolida y el país se convirtió en una república bajo la tiranía de Oliver Cromwell, el «Lord Protector». En 1660, dos años después de la muerte de Cromwell, se restauró la monarquía bajo Carlos II.
A diferencia de su padre, Carlos II fue hábil en su relación con el Parlamento. Fue durante su reinado cuando se desarrollaron los partidos Whig (liberal) y Tory (conservador). Se hizo célebre por sus numerosos hijos ilegítimos, de los que reconoció a catorce. Conocido como «el Alegre Monarca», Carlos II favoreció las artes y las ciencias y, antipuritano, fue menos restrictivo que sus predecesores al mandar abrir de nuevo los teatros en 1660, cerrados desde 1642. Al abrazar el catolicismo en su lecho de muerte, Carlos II se convirtió en el primer católico que reinaba en Inglaterra desde la muerte de María I en 1558, y en Escocia desde la deposición de su bisabuela María, Reina de los Escoceses, en 1567. 
En su honor, el astrónomo Edmund Halley nombró a la estrella alfa de los Lebreles como Cor Caroli, corazón de Carlos.

## Infancia y juventud

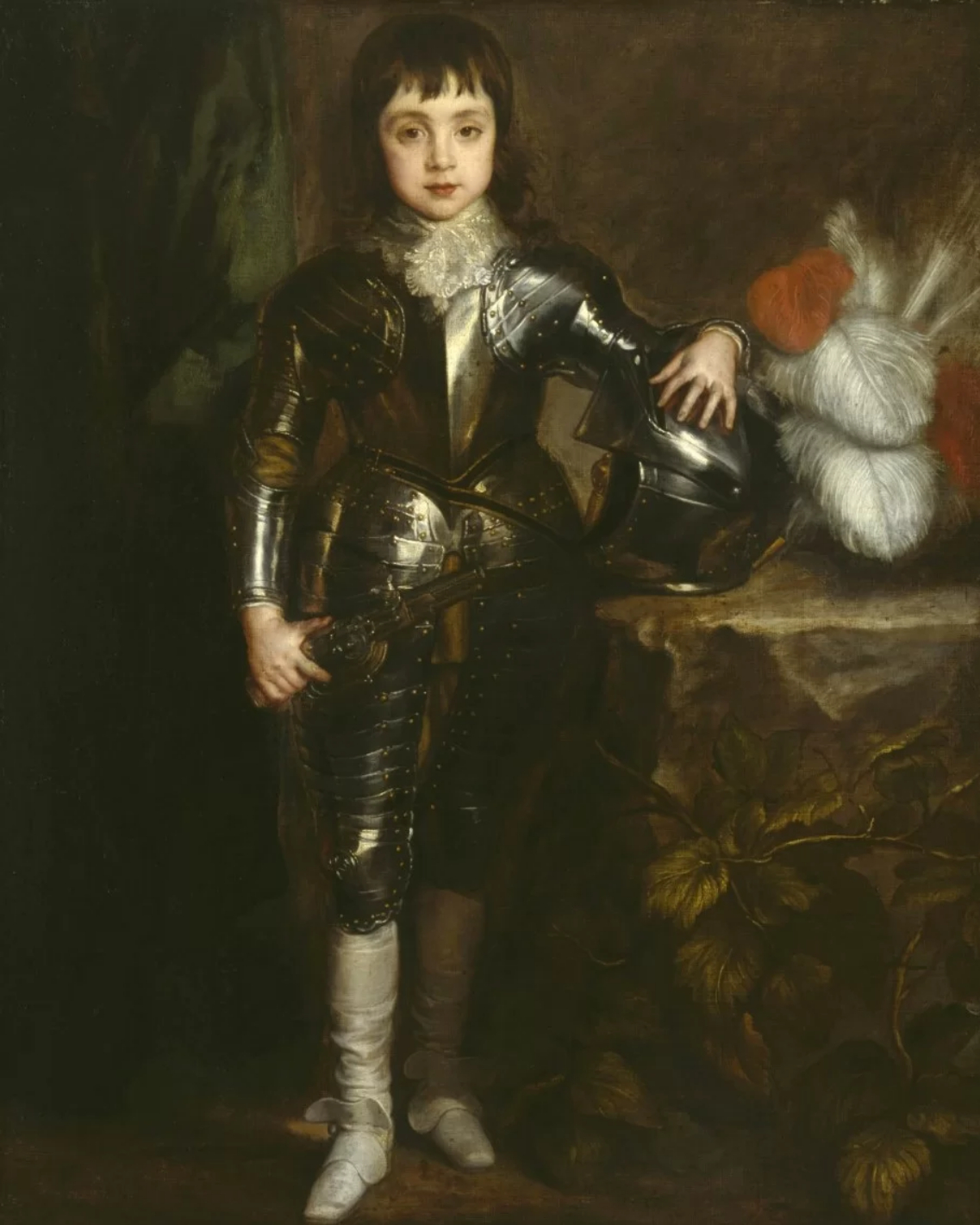
Retrato de Carlos II en su infancia, por Anthony van Dyck (1638).

Carlos nació en el palacio de St. James, el 29 de mayo de 1630, siendo el segundo hijo varón —pero primogénito de hecho, pues el hijo mayor murió al nacer en 1629— de los nueve vástagos de Carlos I de Inglaterra y de Enriqueta María de Francia. Al momento de nacer se convirtió automáticamente, dada su condición de hijo mayor, en duque de Cornualles —por ser heredero del trono de Inglaterra— y en duque de Rothesay —como heredero del trono de Escocia—. Poco después se le nombró príncipe de Gales. Debido al caos que trajo consigo la guerra civil inglesa, nunca se le invistió solemnemente con los llamados «Honores del Principado de Gales» —diadema, anillo, espada, manto, etc.—.
Durante la década de 1640, siendo aún niño el príncipe de Gales, Carlos I combatió a las tropas del parlamento y del puritanismo en la guerra civil inglesa. El príncipe acompañó a su padre durante la batalla de Edgehill y, con solo quince años, participó en las batallas de 1645. En 1646 su padre, temiendo por su seguridad, le ordenó marcharse a Francia y reunirse con su madre, que se encontraba allí en el exilio. En 1648, durante la segunda guerra civil inglesa, se trasladó a La Haya junto a su hermana María y a su marido, el príncipe de Orange, con la idea de poder apoyar a su padre.

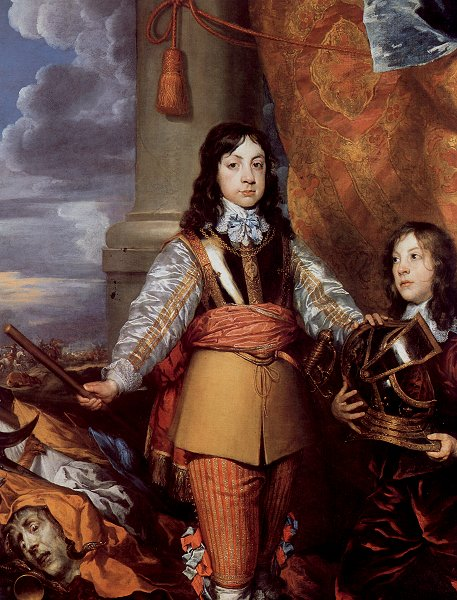
Carlos II Príncipe de Gales por William Dobson, ca. 1642 o 1643.

Carlos I fue capturado por los rebeldes en 1647; escapó, y fue apresado de nuevo en 1648. A pesar de los esfuerzos de su hijo por salvarle, Carlos I fue ejecutado en 1649, proclamándose la república en Inglaterra. Al tiempo, no obstante, gran parte de Escocia permaneció fiel a la causa realista. El 5 de febrero de 1649, Carlos II fue proclamado rey de los escoceses en Edimburgo, bajo la promesa de que convalidaría la «Solemne Liga y Pacto». Era este un acuerdo entre Inglaterra y Escocia que impedía remodelar la Iglesia de Escocia a imagen de la anglicana, debiendo mantenerse en el presbiterianismo —forma de gobierno eclesiástico preferida por la mayoría de los escoceses— a diferencia de la Iglesia de Inglaterra que mantuvo su jerarquía episcopal.
A su llegada a Escocia, el 23 de junio de 1650, Carlos suscribió formalmente el pacto. Su abandono del anglicanismo, aunque le reportó apoyos en Escocia, le hizo impopular en Inglaterra. Fue coronado como rey de los escoceses en Scone (Perthshire), el 1 de enero de 1651, tras lo cual organizó una ofensiva contra Inglaterra, entonces bajo el gobierno del “Lord Protector", Oliver Cromwell. La invasión terminó con la derrota en la batalla de Worcester (1651), luego de la cual se dice que Carlos se escondió en un roble de cierta casa noble —el cual pasó a la historia con el nombre de Roble Real—, huyendo posteriormente rumbo a Francia con un disfraz. El Parlamento ofreció una recompensa de 1000 £ por la cabeza del rey e impuso pena de muerte a cualquiera que le prestase ayuda. Tras seis semanas de apuradas fugas, Carlos consiguió abandonar Inglaterra..
Empobrecido, Carlos no logró reunir suficiente apoyo como para suponer un desafío serio al Lord Protector. Francia y las Provincias Unidas —los actuales Países Bajos— se aliaron con el gobierno de Cromwell, forzando a Carlos a recurrir a España en demanda de ayuda. Intentó reclutar un ejército, pero fracasó debido a sus penurias económicas.

## Restauración

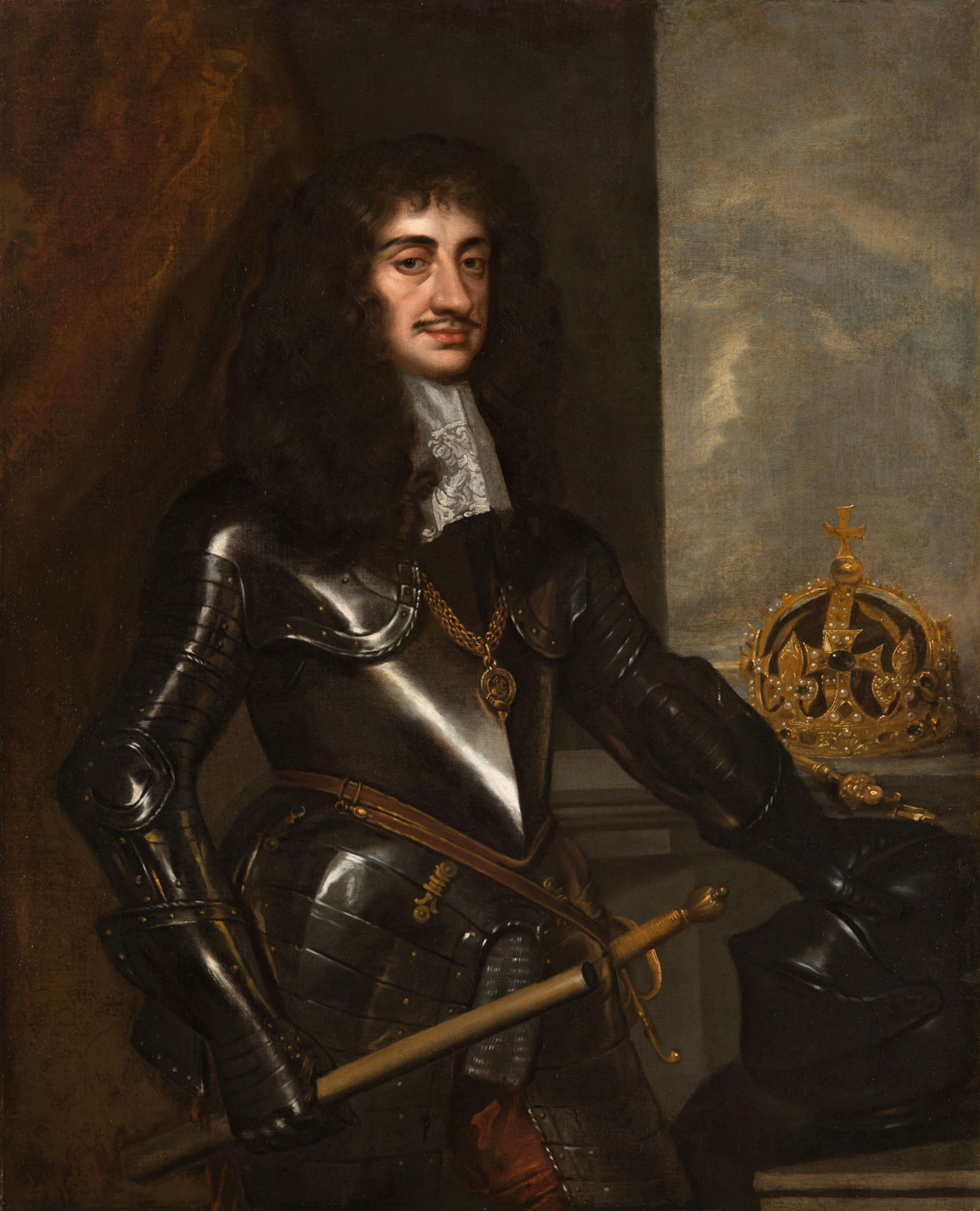
Carlos II, retrato por Sir Peter Lely.

Tras la muerte de Oliver Cromwell en 1658, las oportunidades de Carlos para recuperar la Corona parecieron menguar. A Cromwell le sucedió su hijo, Richard Cromwell, como Lord Protector, pero se trataba de un hombre sin dotes para el mando ni deseo de ejercerlo y abdicó el 25 de mayo de 1659. El Protectorado de Inglaterra fue abolido y se estableció la Mancomunidad de Inglaterra (Commonwealth inglesa). Durante el periodo de inestabilidad civil y militar que siguió, George Monck, gobernador de Escocia, preocupado por la anarquía reinante en la nación, determinó restaurar la monarquía. Monck y su ejército marcharon hasta la ciudad de Londres donde, con amplio apoyo popular, forzaron al llamado Parlamento Largo a disolverse. Por primera vez en casi veinte años los miembros del Parlamento tuvieron que enfrentarse a unas elecciones generales.
Resultó elegida una Cámara de los Comunes con claro predominio de la facción realista. Reunida el 25 de abril de 1660 la nueva asamblea, denominada Parlamento de la Convención, tuvo noticias de la Declaración de Breda (4 de abril de 1660), en la que Carlos acordaba, entre otras cosas, perdonar a muchos de los enemigos de su padre. Como consecuencia, el 8 de mayo el Parlamento decretó de inmediato que Carlos II había sido el monarca legítimo desde la ejecución de Carlos I en 1649.
Carlos partió hacia Inglaterra, desembarcando en Dover el 23 de mayo de 1660. Llegó a Londres el 29 de mayo, la que se considera fecha oficial de la Restauración, y que coincidía con el trigésimo cumpleaños de Carlos. Aunque este decretó una amnistía para los seguidores de Cromwell en el Acta de Inmunidad y Olvido, no perdonó el delito de regicidio a los jueces y autoridades involucrados en el juicio y ejecución de su padre. Algunos de los regicidas fueron ejecutados en 1660; a otros se les sentenció a cadena perpetua. A los cadáveres de Oliver Cromwell, Henry Ireton y John Bradshaw se les sometió a la indignidad de una ejecución póstuma.

## El Parlamento Caballero

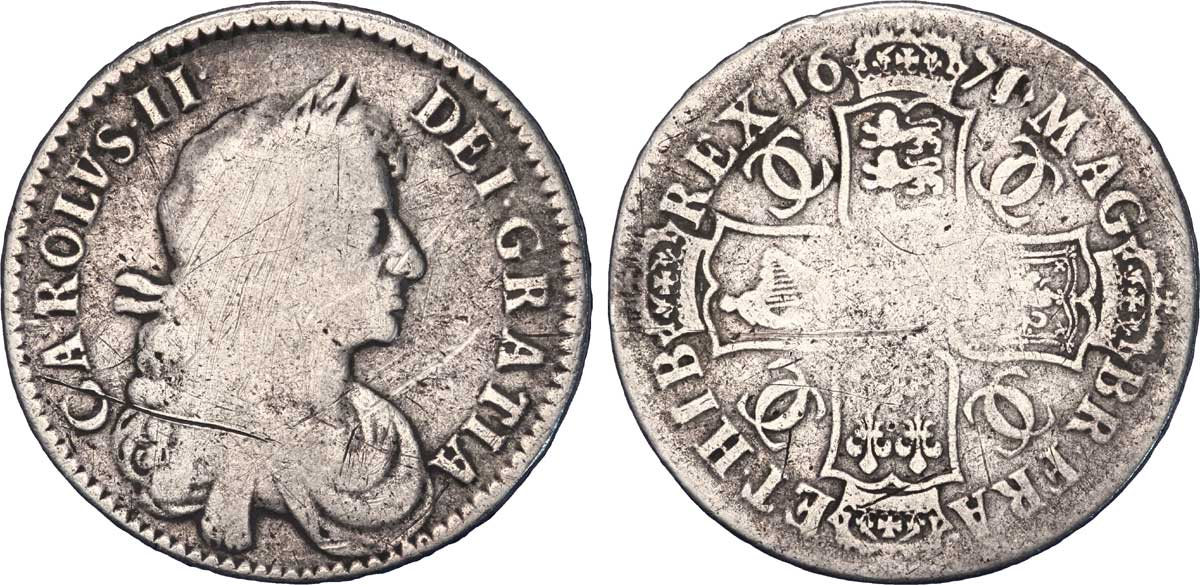
Carlos II de Inglaterra.

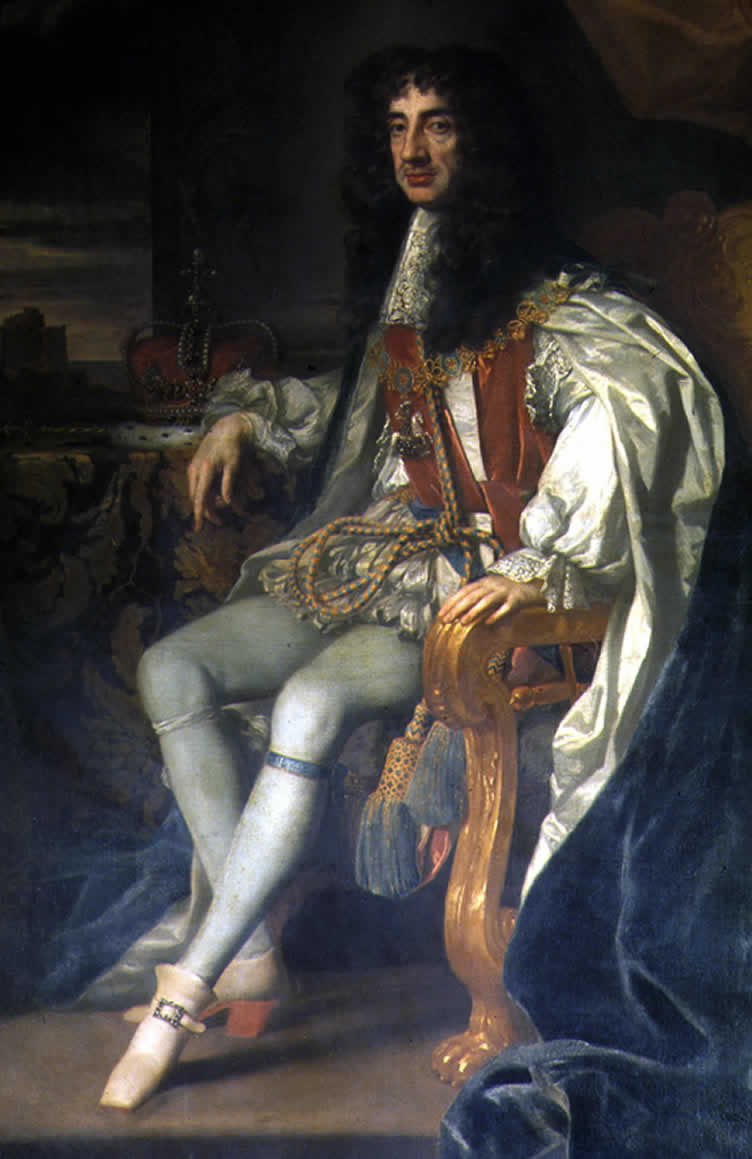
Carlos II fue restituido como Rey de Inglaterra en 1660.

El Parlamento de la Convención fue disuelto en diciembre de 1660. Poco después de la coronación de Carlos en la Abadía de Westminster, el 23 de abril de 1661, se constituyó la segunda legislatura del reinado: el llamado Parlamento Caballero o Arrogante. Dado que el Parlamento Caballero era abrumadoramente realista, Carlos no vio razón para disolverlo ni convocar nuevas elecciones generales durante diecisiete años.
El Parlamento Caballero se identificó con los proyectos del principal consejero de Carlos, Edward Hyde, primer conde de Clarendon. Lord Clarendon pretendía desanimar el "no conformismo" (de sectores católicos y sobre todo protestantes no anglicanos) para con la Iglesia de Inglaterra. A instancia suya, el Parlamento Arrogante aprobó diversas leyes que pasaron a constituir el denominado “Código Clarendon”. El Acta de Conventículos (1664) prohibía las asambleas religiosas de más de cinco personas, excepto las celebradas en el seno de la Iglesia de Inglaterra. El Acta de las Cinco Millas prohibía a los clérigos acercarse a menos de cinco millas de una parroquia de la que hubiesen sido expulsados. El Acta de Conventículos y la de las Cinco Millas permanecieron en vigor durante el resto del reinado de Carlos. Otras partes del Código Clarendon incluían leyes como el Acta de Corporación y el Acta de Uniformidad (1662).
Carlos consintió en abolir anticuados deberes feudales que habían sido restablecidos por su padre; a cambio, el Parlamento le concedió una renta anual de 1 200 000 £. Con todo, esta asignación resultó de poca utilidad durante la mayor parte de su reinado. Dicha suma era solo indicativa del máximo que el rey estaba autorizado a retirar cada año del Tesoro. La mayor parte del tiempo, la cantidad disponible en las arcas públicas fue mucho menor. A fin de evitar nuevos problemas económicos Carlos nombró, para reformar la gestión del Tesoro y de la recaudación de impuestos, a George Downing (el constructor de Downing Street o calle Downing, donde tiene su residencia el primer ministro del Reino Unido).

## Política exterior

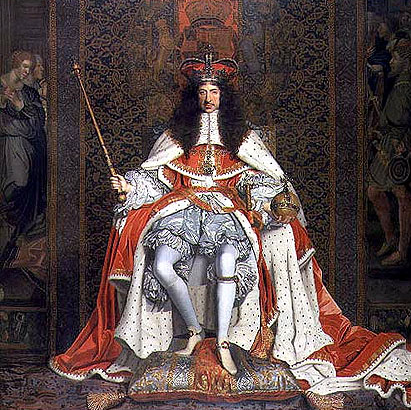
Carlos II de Inglaterra

Decretó una tregua con España en 1660, poniendo fin a la guerra anglo-española. Firmó los tratados de Madrid de 1667 y 1670. En el cual se reconocía por parte española las posesiones inglesas de Jamaica y las islas Caimán.
El 21 de mayo de 1662, en la ciudad de Portsmouth, Carlos se casó con la infanta Catalina de Portugal, que le aportó los territorios de Bombay y Tánger como dote.
Durante el mismo año, sin embargo, vendió Dunquerque y Mardyck tomada a los españoles en 1658, al rey francés Luis XIV por 40 000 £.
Agradecido por la ayuda prestada para recuperar el trono, Carlos recompensó a ocho nobles (conocidos como los Lores Propietarios) con territorios norteamericanos en la denominada Carolina en honor de su padre (1663).
Las Actas de Navegación (1650), perjudicaron el comercio de Países Bajos y fueron causa de la segunda guerra anglo-neerlandesa (1665-1667). El conflicto comenzó por la captura en Norteamérica, por parte de los ingleses, de Nueva Ámsterdam (después rebautizada con el nombre de Nueva York, en honor del hermano de Carlos, Jacobo, duque de York, el futuro Jacobo II de Inglaterra y VII de Escocia), pero en 1667 los neerlandeses lanzaron el ataque de Medway por sorpresa contra los ingleses en la parte superior del río Támesis, donde estaba amarrado lo mejor de la Marina Real británica. Los neerlandeses hundieron casi todos los navíos, excepto la Nave Almirante, la cual tomaron y condujeron hasta Países Bajos como trofeo. Actualmente se puede contemplar la placa con el nombre del barco en el Rijksmuseum de Ámsterdam. La segunda guerra neerlandesa terminó con la firma del Tratado de Breda (1667).
Como consecuencia de dicha guerra, Carlos despidió a su consejero, Lord Clarendon, al que utilizó como chivo expiatorio por la contienda. Clarendon huyó a Francia cuando se le sometió a una moción de censura en la Cámara de los Comunes por alta traición, lo que conllevaba la pena de muerte. El poder pasó a manos de un grupo de cinco políticos conocidos como "la Cábala" o camarilla, por las iniciales de los títulos de sus miembros: Thomas Clifford, primer barón de Clifford; Henry Bennet, primer conde de Arlington; George Viliers, segundo duque de Buckingham; Anthony Ashley Cooper, primer barón de Ashley (conocido después como conde de Shaftesbury) y John Maitland, primer duque de Lauderdale.
En 1668, Inglaterra se alió con Suecia y con su anterior enemiga, Países Bajos, a fin de oponerse a Luis XIV en la Guerra de Devolución. Luis se vio obligado a hacer la paz con la Triple Alianza, pero mantuvo sus planes bélicos. En 1670 Carlos, buscando resolver sus problemas financieros, acordó el Tratado de Dover, por el cual Luis XIV se comprometía a pagarle 200.000 £ anuales. A cambio, Carlos acordaba proporcionar a Luis tropas y convertirse al Catolicismo «tan pronto como lo permitiese el bienestar de sus dominios». Luis debía suministrarle 6.000 soldados para suprimir a los que se opusieran a su conversión. Carlos se esforzó por mantener el tratado en secreto, especialmente la cláusula concerniente a su conversión. Aún no está claro si Carlos tenía o no intención de hacer honor a dicha cláusula. Todo ello derivó a una nueva lucha junto con Francia contra las Provincias Unidas, la tercera guerra anglo-neerlandesa (1672-1674), conflicto que forma parte de la guerra franco-neerlandesa. En dicho conflicto la flota inglesa fue derrotada en cuatro batallas estratégicas por la armada holandesa del almirante Michiel de Ruyter, siendo presionado el rey por el Parlamento a firmar la paz, la cual se reflejó en el Tratado de Westminster (1674).
Mientras tanto, mediante una serie de cinco leyes (1670), Carlos concedió a la “Compañía Británica de las Indias Orientales” el derecho a la adquisición de territorios autónomos, a la acuñación de moneda, al mando de puestos militares y de tropas, a firmar alianzas, declarar la guerra y hacer la paz y a ejercer la jurisdicción tanto civil como penal en los territorios adquiridos en la India. Anteriormente, en 1668, había alquilado las islas de Bombay por la irrisoria cantidad de diez libras esterlinas pagaderas en oro. En 1670, Carlos permite el control de la Bahía de Hudson, a HBC por decreto real, nombrando el territorio Tierra de Rupert y por su primo Ruperto del Rin, el primer gobernador de la compañía.

## Conflicto con el Parlamento

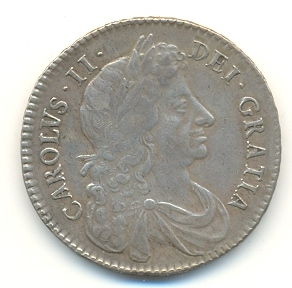
Perfil de Carlos II, 1683. La inscripción dice CAROLUS II DEI GRATIA ("Carlos II por la Gracia de Dios").

Aunque previamente había sido favorable a la Corona, durante la década de 1670 el Parlamento Caballero se distanció de ella por las guerras emprendidas por el rey y por su política religiosa. En 1672 Carlos firmó la Declaración de Indulgencia, en la que manifestaba su intención de suspender todas las leyes que penalizaban a los católicos y a otros disidentes religiosos. El mismo año, Carlos apoyó abiertamente a la católica Francia e inició la tercera guerra anglo-neerlandesa.
El Parlamento Caballero —aunque contrario a conceder tolerancia religiosa a los católicos— se opuso a la Declaración de Indulgencia basándose en principios constitucionales —sosteniendo la incompetencia real para suspender leyes de forma arbitraria— más que políticos. Carlos II retiró la Declaración y se mostró de acuerdo con el "Acta de Examen", que no solo requería de los funcionarios públicos que recibieran la Eucaristía en la forma prescrita por la Iglesia de Inglaterra, sino que los forzaba a denunciar ciertas enseñanzas de la Iglesia católica como supersticiosas e idólatras. El Parlamento Caballero también se negó a financiar la Guerra Anglo-neerlandesa, obligando a Carlos a firmar la paz en 1674.
La esposa del rey, la reina Catalina, no había podido darle un heredero a Carlos; sus cuatro embarazos habían sido, o bien abortos, o hijos nacidos muertos. El presunto heredero era, por lo tanto, su hermano, el católico Jacobo, duque de York. En 1678 Titus Oates, un antiguo clérigo anglicano, denunció falsamente una "conjura papista" para asesinar al rey y reemplazarle con el duque de York. Carlos no dio fe a sus alegatos, pero ordenó a su primer ministro, Thomas Osborne, Primer Conde de Danby, que investigara. Lord Danby, sin embargo, era anticatólico y animó a Oates a que hiciera pública su acusación. La histeria anticatólica se extendió por la población: los jueces y jurados de todo el país condenaron a supuestos conspiradores, y numerosos inocentes fueron ejecutados.
Posteriormente, también en el año 1678, Lord Danby fue sometido a una moción de censura por la Cámara de los Comunes bajo la acusación de alta traición. Aunque eran muchos los países que habían buscado hacerle la guerra a la católica Francia, Carlos II había negociado en secreto con Luis XIV, tratando de alcanzar un acuerdo mediante el cual Inglaterra permanecería neutral a cambio de dinero. Lord Danby era hostil a Francia, pero en privado había aceptado atenerse a los deseos de Carlos. Desgraciadamente para él, la Cámara de los Comunes se resistió a considerarle implicado contra su voluntad en el escándalo, creyendo en cambio que había sido él el autor de aquella política. A fin de salvar a Lord Danby del juicio parlamentario en la Cámara de los Lores, Carlos decidió disolver el Parlamento en enero de 1679.
El nuevo Parlamento, constituido en marzo del mismo año, resultó ser francamente hostil al rey. Lord Danby fue forzado a dimitir de su puesto de Lord Tesorero, pero recibió el perdón real. Desafiando la voluntad del rey, el Parlamento decretó que la disolución de la asamblea no interrumpía una moción de censura. Cuando la Cámara de los Lores parecía dispuesta a imponerle la pena de exilio —que la Cámara de los Comunes consideraba demasiado indulgente— se abandonó el proceso y se propuso, en cambio, una Ley de Culpabilidad, que suponía la condena penal parlamentaria sin el beneficio del ordinario proceso judicial. Como había hecho tantas veces durante su reinado, Carlos II se inclinó ante los deseos de sus adversarios, enviando a Lord Danby a la Torre de Londres, donde permaneció cinco años.

## Últimos años

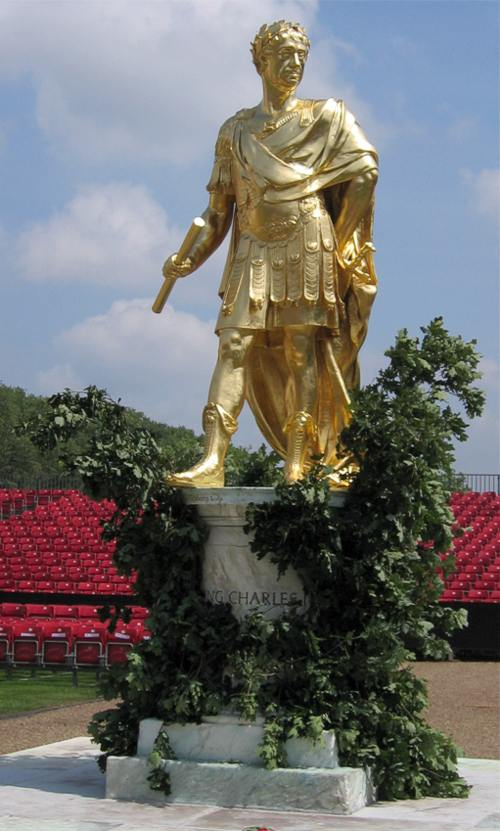
Estatua de Carlos II que se alza en el Patio Central del Hospital Real de Chelsea.

Otra tormenta política a la que Carlos hubo de hacer frente fue la sucesión al trono. El parlamento de 1679 había sido elegido en un momento en el que prevalecían los sentimientos anticatólicos en todo el Reino y desde el principio se opuso con vehemencia a la perspectiva de un monarca católico. Anthony Ashley Cooper, primer conde de Shaftesbury (previamente barón Ashley y miembro de "la Cábala", que se había disuelto en 1672) propuso una Ley de Exclusión, que pretendía apartar al duque de York de la línea sucesoria. Algunos quisieron incluso ofrecer la corona al protestante duque de Monmouth, uno de los hijos ilegítimos de Carlos. Los "aborrecedores" —el sector de los que se oponían a la Ley de Exclusión— se transformaron en el Partido Tory (conservador), mientras que los "peticionarios" —que apoyaban dicha ley— se convirtieron en el Partido Whig (liberal).
Temiendo que la Ley de Exclusión fuese aprobada, Carlos disolvió el parlamento en diciembre de 1679. Dos nuevos Parlamentos se constituirían aún durante el reinado de Carlos: uno en 1680 y el otro en 1681, pero ambos fueron disueltos porque pretendían aprobar la Ley. Durante la década de 1680, sin embargo, el apoyo popular a la Ley de Exclusión comenzó a declinar y Carlos asistió a una ola de lealtad hacia él por todo el país, ya que muchos de sus súbditos comenzaban a pensar que el parlamento había sido demasiado porfiado y ofensivo. Durante el resto de su reinado, Carlos gobernó como monarca absoluto, sin parlamento.
La oposición de Carlos a la Ley de Exclusión irritó a algunos protestantes, que organizaron el llamado «Complot de Rye House» con el propósito de asesinar al rey y al duque de York a su regreso a Londres de las carreras de caballos en Newmarket. Un gran incendio, sin embargo, destruyó gran parte de Newmarket y ocasionó que se cancelaran las carreras, de modo que el atentado no se pudo llevar a cabo. Los cabecillas huyeron antes de que se filtraran noticias sobre la conspiración. A algunos políticos protestantes como Algernon Sydney y Lord William Russell se les implicó en la trama y fueron ejecutados por alta traición, por más que las pruebas fuesen muy endebles.
Carlos II sufrió repentinamente un ataque de apoplejía la mañana del 2 de febrero de 1685, y murió cuatro días más tarde en el palacio de Whitehall, a los 54 años de edad. Lo repentino del suceso hizo creer a los coetáneos que había sido envenenado, aunque una valoración posterior de su sintomatología indica que la muerte del monarca pudo ser debida a uremia, es decir, insuficiencia renal, cuyos síntomas (náuseas y vómitos, cefalea, astenia, alteraciones visuales, convulsiones y coma) se parecen a los sufridos por Carlos II, y que puede ser causada por la gota que ya padecía. Hasta su muerte el rey fue sometido a las prácticas médicas de la época, incluyendo sangrías, purgas y ventosas. Especialmente, el empleo de cantáridas la primera noche de la enfermedad pudo acabar con la escasa función renal que pudiera tener el paciente.
Cuando supo que se estaba muriendo, un sacerdote, el padre John Huddleston, fue enviado con gran discreción a sus habitaciones. Carlos fue admitido en la Iglesia católica y recibió la extremaunción. Murió el miércoles 6 de febrero de 1685, en el palacio de Whitehall, a los 54 años de edad, siendo sepultado el 14 de febrero en la abadía de Westminster. Le sucedió su hermano católico, el duque de York, que pasó a ser Jacobo II de Inglaterra e Irlanda y VII de Escocia.

## Matrimonio, relaciones e hijos
Carlos II se casó mediante poderes en 1662 con Catalina de Braganza, católica, razón por la que no pudo ser oficialmente coronada como reina. Después de su llegada a Portsmouth el 14 de mayo de 1662, la pareja se casó en dos ceremonias —una católica realizada en secreto, seguida por un servicio público anglicano— el 21 de mayo de 1662, en la ciudad de Portsmouth. Catalina nunca pudo darle un heredero vivo, pues aunque tuvo 3 embarazos —el último de los cuales fue en 1669— todos terminaron en abortos. A pesar de la reputación que tenía Carlos de mujeriego, que aumentaba a medida que tenía más hijos bastardos con sus amantes, de las cuales se conoce el nombre de catorce; insistía en que la reina debía ser tratada con respeto, y rehusó divorciarse de ella. Después de la muerte de Carlos en 1685, Catalina permaneció en Inglaterra durante el reinado de su cuñado Jacobo II y VII, y volvió a Portugal en marzo de 1692, tras la Revolución Gloriosa que entronizó como reyes a Guillermo III y María II. Con los que en un principio tuvo buenas relaciones, pero posteriormente su religión católica le supuso problemas en la nueva corte.
Carlos II no dejó a su muerte ninguna cuestión de legitimidad, pues el reino pasó a su hermano Jacobo II y VII; sin embargo, tuvo varios hijos con sus amantes, muchas de ellas esposas de nobles. Algunas de sus amantes y de sus hijos naturales y bastardos recibieron ducados y condados. Reconoció públicamente a catorce de estos hijos ilegítimos:

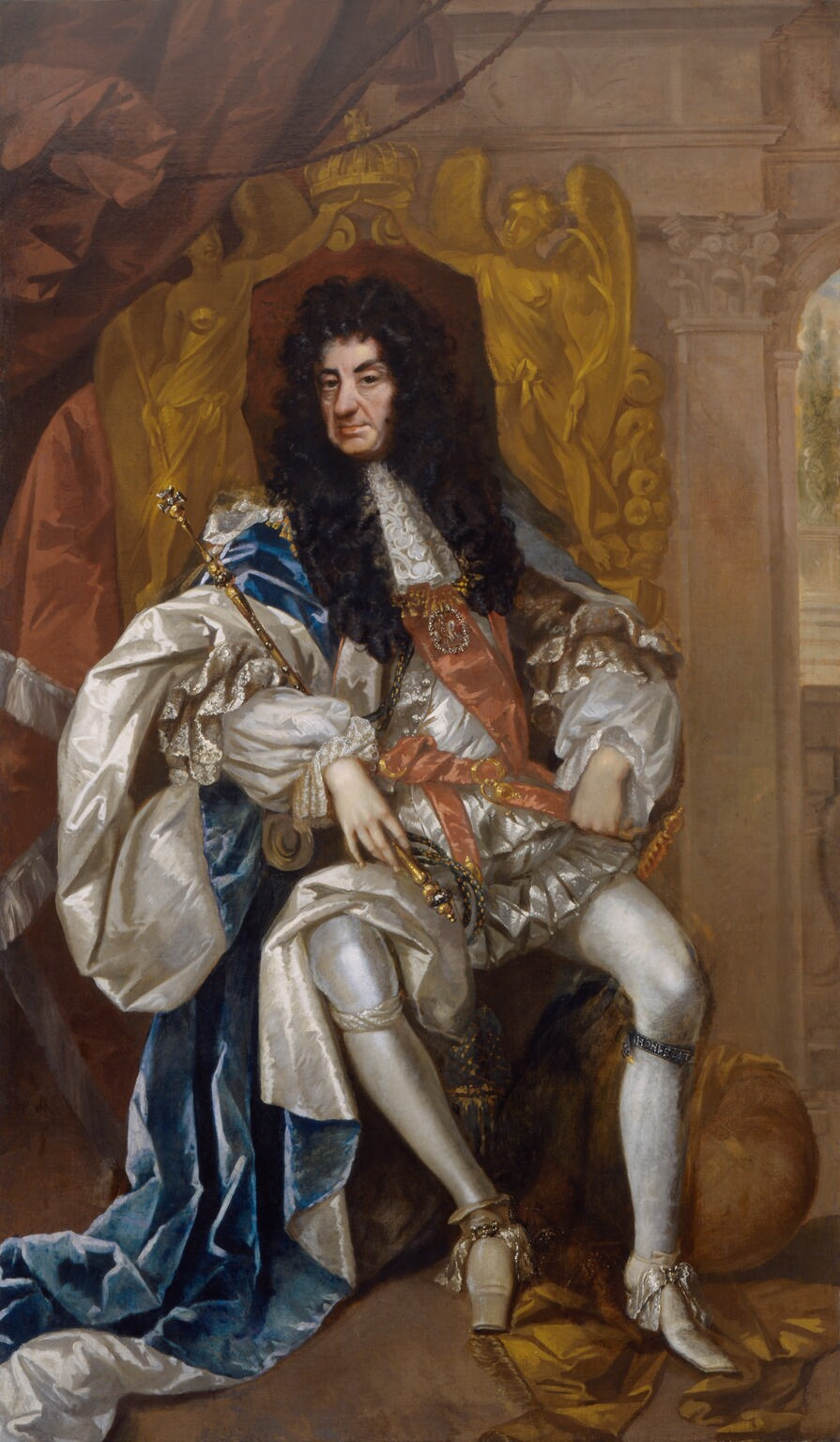
Carlos II en 1680, por Thomas Hawker.

Con Margarita de Carteret (ca. 1626-ca. 1658):
- Jacobo de la Cloche (1646-1667), llamado «Jacobo de Carteret» o «Jacobo Estuardo». Se ordenó sacerdote jesuita.

Con Lucía Walter (1630-1658):
- Jacobo Crofts (1649-decapitado en la Torre de Londres en 1685), tomó el apellido Scott tras su boda (1663), nombrado duque de Buccleuch y Monmouth; casado con Ana Scott, condesa de Buccleuh.

- María Crofts (ca. 1651-1693), no reconocida por el rey por dudas sobre su paternidad (posiblemente su verdadero padre haya sido Enrique Bennet, 1er conde de Arlington); casada primero con Guillermo Sarsfield y luego con Guillermo Fanshaw.

Con Isabel Killigrew, vizcondesa de Shannon (1622-1680):
- Carlota Jemima Enriqueta María Boyle (1650-1684), toma el apellido «Fitzcharles» tras ser reconocida como hija del rey; casada primero con Jacobo Howard, conde de Suffolk, y luego con Guillermo Paston, conde de Yarmouth.

Con Catalina Pegge, Lady Green (1635-1678):
- Carlos Fitzcharles (1657-muerto en combate, Tánger, 1680), conocido como «Don Carlos», fue nombrado conde de Plymouth en 1675; casado con Lady Bridget Osborne.

- Catalina Fitzcharles (1658-1759), monja con el nombre de Sor Cecilia en Dunquerque.

Con Bárbara Villiers, duquesa de Cleveland (1640-1709):
- Ana Palmer (Londres, 1661-Londres, 1722), tomó el apellido «Fitzroy» al ser reconocida por el rey (aunque algunos suponen que en realidad era hija del conde de Chesterfield, el marido de su madre); casada con Tomás Lennard, conde de Sussex.

- Carlos Palmer (Londres, 1662-Londres, 1730), tomó el apellido «Fitzroy» al ser reconocido por el rey y fue nombrado duque de Southampton (1675) y después sucedió a su madre como duque de Cleveland (1709); casado primero con María Wood y luego con Ana Pulteney.

- Enrique FitzRoy (Londres, 1663-muerto en batalla, Cork, 1690), nombrado conde de Euston, barón Sudbury y vizconde Ipswich por su boda (1672), y luego nombrado duque de Grafton (1675); casado con Isabel Bennet, condesa de Arlington.

- Carlota Fitzroy (Londres, 1664-Londres, 1718), casada con Eduardo Enrique Lee, conde de Lichfield.

- Jorge FitzRoy (Merton College, Oxford, 1665-Epsom 1716), nombrado conde de Northumberland, barón de Pontefract, vizconde Falmouth (1674), y duque de Northumberland (1683); casado primero con Catalina Wheatley y luego con María Dutton.

- Bárbara FitzRoy (Londres, 1672-convento de San Nicolás, 1737), reconocida como hija del rey, pero en realidad sería hija del duque de Marlborough; tuvo un hijo ilegítimo con Jacobo Douglas-Hamilton, duque de Hamilton, y posteriormente entró a un convento en Francia como monja bajo el nombre de Sor Bernadette; finalmente llegó a ser priora del convento de San Nicolás.

Con Leonor «Nell» Gwynne' (1650-1687):
- Carlos Beauclerk (Londres, 1670-Bath, 1726), nombrado conde de Burford y barón Hedington a los siete meses de edad (1670) y luego duque de St. Albans (1683); casado con Diana de Vere, hija y heredera del último conde de Oxford.

- Jaime Beauclerk (Londres, 1671-Francia, 1680).

Con Luisa de Kérouaille, duquesa de Portsmouth (1649-1734), la creó duquesa de Portsmouth por derecho propio (1673):
- Carlos Lennox, duque de Richmond (Londres, 1672-Goodwood, 1723), nombrado duque de Richmond, conde de March y barón de Settrington en Inglaterra (agosto de 1675) y al mes siguiente, nombrado duque de Lennox, conde de Darnley y Lord Torbolton en Escocia; casado con Ana Brudenell.

Con María «Moll» Davis, célebre actriz y cantante:
- María Tudor (Londres, 1673-París, 1726); casada sucesivamente con Eduardo Radclyffe, II conde de Derwentwater, con Enrique Graham, y con Jacobo Rooke.

## En la actualidad
En la actualidad el duque de Buccleuch y Queensberry, el duque de Richmond y Gordon, el duque de Grafton y el duque de St. Albans descienden, todos ellos, de Carlos II por línea directa masculina.
La Princesa Diana de Gales descendía de dos de los hijos naturales de Carlos II: el duque de Grafton y el duque de Richmond (que es también ascendiente directo de la reina Camila), de este modo su hijo, el príncipe Guillermo de Gales, actualmente primero en la línea sucesoria al trono británico, será muy probablemente el primer monarca británico que descienda de Carlos II y el primero que descienda de Carlos I desde la muerte de la reina Ana de Gran Bretaña en 1714.
Carlos II fue un mecenas de las artes y las ciencias. Contribuyó a fundar la Royal Society o Sociedad Real, un grupo científico entre cuyos primeros miembros se contaron Robert Hooke, Robert Boyle y Sir Isaac Newton.
Durante su reinado, las mujeres pudieron actuar por primera vez en el teatro inglés pues, hasta ese entonces, los roles femeninos eran interpretados por actores varones adolescentes vestidos de mujer.
Carlos fue también el mecenas personal de Sir Christopher Wren, el arquitecto que ayudó a reconstruir Londres después del Gran Incendio de 1666. Sir Wren construyó igualmente el Hospital Real de Chelsea, que Carlos fundó como hogar para soldados retirados en 1681, y en el que se halla desde 1692 una gran estatua de Carlos II vestido a la manera de la Roma clásica.
El destacado marino y meteorólogo británico Robert FitzRoy era su descendiente y tataranieto.
El aniversario de la Restauración de Carlos, el 19 de mayo, se ha celebrado tradicionalmente en el Reino Unido con el nombre de «Día de la Manzana del Roble», en recuerdo del Roble Real en el que se dice que se ocultó Carlos para escapar de las tropas de Oliver Cromwell. Los celebrantes solían adornarse con hojas de roble.

## Ancestros
| \| \| \| \| \| \| \| \| \| \| \| \| \| \| \| \| \| \| \| \| 16. Mateo Estuardo \| \| \| \| \| \| \| \| \| \| \| \| \| \| \| \| \| \| \| \| \| \| \| \| \| \| \| \| \| \| \| \| \| \| \| \| \| \| \| \| \| \| \| \| \| \| \| \| \| \| \| \| \| \| 8. Enrique Estuardo, Lord Darnley \| \| \| \| \| \| \| \| \| \| \| \| \| \| \| \| \| \| \| \| \| \| \| \| \| \| \| \| \| \| \| \| \| \| \| \| \| \| \| \| \| \| \| \| \| \| \| \| \| \| \| \| \| \| 17. Margarita Douglas \| \| \| \| \| \| \| \| \| \| \| \| \| \| \| \| \| \| \| \| \| \| \| \| \| \| \| \| \| \| \| \| \| \| \| \| \| \| \| \| \| \| \| \| \| \| \| \| \| \| \| \| \| \| 4. Jacobo I de Inglaterra \| \| \| \| \| \| \| \| \| \| \| \| \| \| \| \| \| \| \| \| \| \| \| \| \| \| \| \| \| \| \| \| \| \| \| \| \| \| \| \| \| \| \| \| \| \| \| \| \| \| \| \| \| \| 18. Jacobo V de Escocia \| \| \| \| \| \| \| \| \| \| \| \| \| \| \| \| \| \| \| \| \| \| \| \| \| \| \| \| \| \| \| \| \| \| \| \| \| \| \| \| \| \| \| \| \| \| \| \| \| \| \| \| \| \| 9. María I de Escocia \| \| \| \| \| \| \| \| \| \| \| \| \| \| \| \| \| \| \| \| \| \| \| \| \| \| \| \| \| \| \| \| \| \| \| \| \| \| \| \| \| \| \| \| \| \| \| \| \| \| \| \| \| \| 19. María de Guisa \| \| \| \| \| \| \| \| \| \| \| \| \| \| \| \| \| \| \| \| \| \| \| \| \| \| \| \| \| \| \| \| \| \| \| \| \| \| \| \| \| \| \| \| \| \| \| \| \| \| \| \| \| \| 2. Carlos I de Inglaterra \| \| \| \| \| \| \| \| \| \| \| \| \| \| \| \| \| \| \| \| \| \| \| \| \| \| \| \| \| \| \| \| \| \| \| \| \| \| \| \| \| \| \| \| \| \| \| \| \| \| \| \| \| \| 20. Cristián III de Dinamarca \| \| \| \| \| \| \| \| \| \| \| \| \| \| \| \| \| \| \| \| \| \| \| \| \| \| \| \| \| \| \| \| \| \| \| \| \| \| \| \| \| \| \| \| \| \| \| \| \| \| \| \| \| \| 10. Federico II de Dinamarca \| \| \| \| \| \| \| \| \| \| \| \| \| \| \| \| \| \| \| \| \| \| \| \| \| \| \| \| \| \| \| \| \| \| \| \| \| \| \| \| \| \| \| \| \| \| \| \| \| \| \| \| \| \| 21. Dorotea de Sajonia-Lauemburgo \| \| \| \| \| \| \| \| \| \| \| \| \| \| \| \| \| \| \| \| \| \| \| \| \| \| \| \| \| \| \| \| \| \| \| \| \| \| \| \| \| \| \| \| \| \| \| \| \| \| \| \| \| \| 5. Ana de Dinamarca \| \| \| \| \| \| \| \| \| \| \| \| \| \| \| \| \| \| \| \| \| \| \| \| \| \| \| \| \| \| \| \| \| \| \| \| \| \| \| \| \| \| \| \| \| \| \| \| \| \| \| \| \| \| 22. Ulrico III, Duque de Mecklenburgo \| \| \| \| \| \| \| \| \| \| \| \| \| \| \| \| \| \| \| \| \| \| \| \| \| \| \| \| \| \| \| \| \| \| \| \| \| \| \| \| \| \| \| \| \| \| \| \| \| \| \| \| \| \| 11. Sofía de Mecklemburgo-Güstrow \| \| \| \| \| \| \| \| \| \| \| \| \| \| \| \| \| \| \| \| \| \| \| \| \| \| \| \| \| \| \| \| \| \| \| \| \| \| \| \| \| \| \| \| \| \| \| \| \| \| \| \| \| \| 23. Isabel de Dinamarca \| \| \| \| \| \| \| \| \| \| \| \| \| \| \| \| \| \| \| \| \| \| \| \| \| \| \| \| \| \| \| \| \| \| \| \| \| \| \| \| \| \| \| \| \| \| \| \| \| \| \| \| \| \| 1. Carlos II de Inglaterra \| \| \| \| \| \| \| \| \| \| \| \| \| \| \| \| \| \| \| \| \| \| \| \| \| \| \| \| \| \| \| \| \| \| \| \| \| \| \| \| \| \| \| \| \| \| \| \| \| \| \| \| \| \| 24. Carlos IV de Borbón \| \| \| \| \| \| \| \| \| \| \| \| \| \| \| \| \| \| \| \| \| \| \| \| \| \| \| \| \| \| \| \| \| \| \| \| \| \| \| \| \| \| \| \| \| \| \| \| \| \| \| \| \| \| 12. Antonio de Borbón \| \| \| \| \| \| \| \| \| \| \| \| \| \| \| \| \| \| \| \| \| \| \| \| \| \| \| \| \| \| \| \| \| \| \| \| \| \| \| \| \| \| \| \| \| \| \| \| \| \| \| \| \| \| 25. Francisca de Alençon \| \| \| \| \| \| \| \| \| \| \| \| \| \| \| \| \| \| \| \| \| \| \| \| \| \| \| \| \| \| \| \| \| \| \| \| \| \| \| \| \| \| \| \| \| \| \| \| \| \| \| \| \| \| 6. Enrique IV de Francia \| \| \| \| \| \| \| \| \| \| \| \| \| \| \| \| \| \| \| \| \| \| \| \| \| \| \| \| \| \| \| \| \| \| \| \| \| \| \| \| \| \| \| \| \| \| \| \| \| \| \| \| \| \| 26. Enrique II de Navarra \| \| \| \| \| \| \| \| \| \| \| \| \| \| \| \| \| \| \| \| \| \| \| \| \| \| \| \| \| \| \| \| \| \| \| \| \| \| \| \| \| \| \| \| \| \| \| \| \| \| \| \| \| \| 13. Juana III de Navarra \| \| \| \| \| \| \| \| \| \| \| \| \| \| \| \| \| \| \| \| \| \| \| \| \| \| \| \| \| \| \| \| \| \| \| \| \| \| \| \| \| \| \| \| \| \| \| \| \| \| \| \| \| \| 27. Margarita de Angulema \| \| \| \| \| \| \| \| \| \| \| \| \| \| \| \| \| \| \| \| \| \| \| \| \| \| \| \| \| \| \| \| \| \| \| \| \| \| \| \| \| \| \| \| \| \| \| \| \| \| \| \| \| \| 3. Enriqueta María de Francia \| \| \| \| \| \| \| \| \| \| \| \| \| \| \| \| \| \| \| \| \| \| \| \| \| \| \| \| \| \| \| \| \| \| \| \| \| \| \| \| \| \| \| \| \| \| \| \| \| \| \| \| \| \| 28. Cosme I de Médici \| \| \| \| \| \| \| \| \| \| \| \| \| \| \| \| \| \| \| \| \| \| \| \| \| \| \| \| \| \| \| \| \| \| \| \| \| \| \| \| \| \| \| \| \| \| \| \| \| \| \| \| \| \| 14. Francisco I de Médici \| \| \| \| \| \| \| \| \| \| \| \| \| \| \| \| \| \| \| \| \| \| \| \| \| \| \| \| \| \| \| \| \| \| \| \| \| \| \| \| \| \| \| \| \| \| \| \| \| \| \| \| \| \| 29. Leonor de Toledo \| \| \| \| \| \| \| \| \| \| \| \| \| \| \| \| \| \| \| \| \| \| \| \| \| \| \| \| \| \| \| \| \| \| \| \| \| \| \| \| \| \| \| \| \| \| \| \| \| \| \| \| \| \| 7. María de Médici \| \| \| \| \| \| \| \| \| \| \| \| \| \| \| \| \| \| \| \| \| \| \| \| \| \| \| \| \| \| \| \| \| \| \| \| \| \| \| \| \| \| \| \| \| \| \| \| \| \| \| \| \| \| 30. Fernando I de Alemania \| \| \| \| \| \| \| \| \| \| \| \| \| \| \| \| \| \| \| \| \| \| \| \| \| \| \| \| \| \| \| \| \| \| \| \| \| \| \| \| \| \| \| \| \| \| \| \| \| \| \| \| \| \| 15. Juana de Austria \| \| \| \| \| \| \| \| \| \| \| \| \| \| \| \| \| \| \| \| \| \| \| \| \| \| \| \| \| \| \| \| \| \| \| \| \| \| \| \| \| \| \| \| \| \| \| \| \| \| \| \| \| \| 31. Ana de Bohemia y Hungría \| \| \| \| \| \| \| \| \| \| \| \| \| \| \| \| \| \| \| \| \| \| \| \| \| \| \| \| \| \| \| \| \| \| \| \| \| \| \| \| \| \| \| \| \| \| \| \| \| \| \| \| |                                       |  |  |  |  |  |  |  |  |  |  |  |  |  |  |  |
| |                                       |  |  |  |  |  |  |  |  |  |  |  |  |  |  |  |
| | 16. Mateo Estuardo                    |  |  |  |  |  |  |  |  |  |  |  |  |  |  |  |
| |                                       |  |  |  |  |  |  |  |  |  |  |  |  |  |  |  |
| |                                       |  |  |  |  |  |  |  |  |  |  |  |  |  |  |  |
| | 8. Enrique Estuardo, Lord Darnley     |  |  |  |  |  |  |  |  |  |  |  |  |  |  |  |
| |                                       |  |  |  |  |  |  |  |  |  |  |  |  |  |  |  |
| |                                       |  |  |  |  |  |  |  |  |  |  |  |  |  |  |  |
| | 17. Margarita Douglas                 |  |  |  |  |  |  |  |  |  |  |  |  |  |  |  |
| |                                       |  |  |  |  |  |  |  |  |  |  |  |  |  |  |  |
| |                                       |  |  |  |  |  |  |  |  |  |  |  |  |  |  |  |
| | 4. Jacobo I de Inglaterra             |  |  |  |  |  |  |  |  |  |  |  |  |  |  |  |
| |                                       |  |  |  |  |  |  |  |  |  |  |  |  |  |  |  |
| |                                       |  |  |  |  |  |  |  |  |  |  |  |  |  |  |  |
| | 18. Jacobo V de Escocia               |  |  |  |  |  |  |  |  |  |  |  |  |  |  |  |
| |                                       |  |  |  |  |  |  |  |  |  |  |  |  |  |  |  |
| |                                       |  |  |  |  |  |  |  |  |  |  |  |  |  |  |  |
| | 9. María I de Escocia                 |  |  |  |  |  |  |  |  |  |  |  |  |  |  |  |
| |                                       |  |  |  |  |  |  |  |  |  |  |  |  |  |  |  |
| |                                       |  |  |  |  |  |  |  |  |  |  |  |  |  |  |  |
| | 19. María de Guisa                    |  |  |  |  |  |  |  |  |  |  |  |  |  |  |  |
| |                                       |  |  |  |  |  |  |  |  |  |  |  |  |  |  |  |
| |                                       |  |  |  |  |  |  |  |  |  |  |  |  |  |  |  |
| | 2. Carlos I de Inglaterra             |  |  |  |  |  |  |  |  |  |  |  |  |  |  |  |
| |                                       |  |  |  |  |  |  |  |  |  |  |  |  |  |  |  |
| |                                       |  |  |  |  |  |  |  |  |  |  |  |  |  |  |  |
| | 20. Cristián III de Dinamarca         |  |  |  |  |  |  |  |  |  |  |  |  |  |  |  |
| |                                       |  |  |  |  |  |  |  |  |  |  |  |  |  |  |  |
| |                                       |  |  |  |  |  |  |  |  |  |  |  |  |  |  |  |
| | 10. Federico II de Dinamarca          |  |  |  |  |  |  |  |  |  |  |  |  |  |  |  |
| |                                       |  |  |  |  |  |  |  |  |  |  |  |  |  |  |  |
| |                                       |  |  |  |  |  |  |  |  |  |  |  |  |  |  |  |
| | 21. Dorotea de Sajonia-Lauemburgo     |  |  |  |  |  |  |  |  |  |  |  |  |  |  |  |
| |                                       |  |  |  |  |  |  |  |  |  |  |  |  |  |  |  |
| |                                       |  |  |  |  |  |  |  |  |  |  |  |  |  |  |  |
| | 5. Ana de Dinamarca                   |  |  |  |  |  |  |  |  |  |  |  |  |  |  |  |
| |                                       |  |  |  |  |  |  |  |  |  |  |  |  |  |  |  |
| |                                       |  |  |  |  |  |  |  |  |  |  |  |  |  |  |  |
| | 22. Ulrico III, Duque de Mecklenburgo |  |  |  |  |  |  |  |  |  |  |  |  |  |  |  |
| |                                       |  |  |  |  |  |  |  |  |  |  |  |  |  |  |  |
| |                                       |  |  |  |  |  |  |  |  |  |  |  |  |  |  |  |
| | 11. Sofía de Mecklemburgo-Güstrow     |  |  |  |  |  |  |  |  |  |  |  |  |  |  |  |
| |                                       |  |  |  |  |  |  |  |  |  |  |  |  |  |  |  |
| |                                       |  |  |  |  |  |  |  |  |  |  |  |  |  |  |  |
| | 23. Isabel de Dinamarca               |  |  |  |  |  |  |  |  |  |  |  |  |  |  |  |
| |                                       |  |  |  |  |  |  |  |  |  |  |  |  |  |  |  |
| |                                       |  |  |  |  |  |  |  |  |  |  |  |  |  |  |  |
| | 1. Carlos II de Inglaterra            |  |  |  |  |  |  |  |  |  |  |  |  |  |  |  |
| |                                       |  |  |  |  |  |  |  |  |  |  |  |  |  |  |  |
| |                                       |  |  |  |  |  |  |  |  |  |  |  |  |  |  |  |
| | 24. Carlos IV de Borbón               |  |  |  |  |  |  |  |  |  |  |  |  |  |  |  |
| |                                       |  |  |  |  |  |  |  |  |  |  |  |  |  |  |  |
| |                                       |  |  |  |  |  |  |  |  |  |  |  |  |  |  |  |
| | 12. Antonio de Borbón                 |  |  |  |  |  |  |  |  |  |  |  |  |  |  |  |
| |                                       |  |  |  |  |  |  |  |  |  |  |  |  |  |  |  |
| |                                       |  |  |  |  |  |  |  |  |  |  |  |  |  |  |  |
| | 25. Francisca de Alençon              |  |  |  |  |  |  |  |  |  |  |  |  |  |  |  |
| |                                       |  |  |  |  |  |  |  |  |  |  |  |  |  |  |  |
| |                                       |  |  |  |  |  |  |  |  |  |  |  |  |  |  |  |
| | 6. Enrique IV de Francia              |  |  |  |  |  |  |  |  |  |  |  |  |  |  |  |
| |                                       |  |  |  |  |  |  |  |  |  |  |  |  |  |  |  |
| |                                       |  |  |  |  |  |  |  |  |  |  |  |  |  |  |  |
| | 26. Enrique II de Navarra             |  |  |  |  |  |  |  |  |  |  |  |  |  |  |  |
| |                                       |  |  |  |  |  |  |  |  |  |  |  |  |  |  |  |
| |                                       |  |  |  |  |  |  |  |  |  |  |  |  |  |  |  |
| | 13. Juana III de Navarra              |  |  |  |  |  |  |  |  |  |  |  |  |  |  |  |
| |                                       |  |  |  |  |  |  |  |  |  |  |  |  |  |  |  |
| |                                       |  |  |  |  |  |  |  |  |  |  |  |  |  |  |  |
| | 27. Margarita de Angulema             |  |  |  |  |  |  |  |  |  |  |  |  |  |  |  |
| |                                       |  |  |  |  |  |  |  |  |  |  |  |  |  |  |  |
| |                                       |  |  |  |  |  |  |  |  |  |  |  |  |  |  |  |
| | 3. Enriqueta María de Francia         |  |  |  |  |  |  |  |  |  |  |  |  |  |  |  |
| |                                       |  |  |  |  |  |  |  |  |  |  |  |  |  |  |  |
| |                                       |  |  |  |  |  |  |  |  |  |  |  |  |  |  |  |
| | 28. Cosme I de Médici                 |  |  |  |  |  |  |  |  |  |  |  |  |  |  |  |
| |                                       |  |  |  |  |  |  |  |  |  |  |  |  |  |  |  |
| |                                       |  |  |  |  |  |  |  |  |  |  |  |  |  |  |  |
| | 14. Francisco I de Médici             |  |  |  |  |  |  |  |  |  |  |  |  |  |  |  |
| |                                       |  |  |  |  |  |  |  |  |  |  |  |  |  |  |  |
| |                                       |  |  |  |  |  |  |  |  |  |  |  |  |  |  |  |
| | 29. Leonor de Toledo                  |  |  |  |  |  |  |  |  |  |  |  |  |  |  |  |
| |                                       |  |  |  |  |  |  |  |  |  |  |  |  |  |  |  |
| |                                       |  |  |  |  |  |  |  |  |  |  |  |  |  |  |  |
| | 7. María de Médici                    |  |  |  |  |  |  |  |  |  |  |  |  |  |  |  |
| |                                       |  |  |  |  |  |  |  |  |  |  |  |  |  |  |  |
| |                                       |  |  |  |  |  |  |  |  |  |  |  |  |  |  |  |
| | 30. Fernando I de Alemania            |  |  |  |  |  |  |  |  |  |  |  |  |  |  |  |
| |                                       |  |  |  |  |  |  |  |  |  |  |  |  |  |  |  |
| |                                       |  |  |  |  |  |  |  |  |  |  |  |  |  |  |  |
| | 15. Juana de Austria                  |  |  |  |  |  |  |  |  |  |  |  |  |  |  |  |
| |                                       |  |  |  |  |  |  |  |  |  |  |  |  |  |  |  |
| |                                       |  |  |  |  |  |  |  |  |  |  |  |  |  |  |  |
| | 31. Ana de Bohemia y Hungría          |  |  |  |  |  |  |  |  |  |  |  |  |  |  |  |
| |                                       |  |  |  |  |  |  |  |  |  |  |  |  |  |  |  |
| |                                       |  |  |  |  |  |  |  |  |  |  |  |  |  |  |  |

## Títulos
Los títulos oficiales de Carlos II eran: "Carlos Segundo, por la Gracia de Dios Rey de Inglaterra, Escocia, Francia e Irlanda, Defensor de la Fe, etc.". (La reivindicación de Francia era solo nominal, y había sido formulada por todos los reyes ingleses desde Eduardo III, independientemente de la porción de territorio francés que controlasen de facto).
| Títulos Reinantes                                                         |                                                 |                                   |
| Predecesor: Carlos I                                                      | Rey de Escocia 1649-1651                        | Vacante Gobierno militar          |
| Predecesor: Richard Cromwell Lord Protector de la República de Inglaterra | Rey de Inglaterra e Irlanda 1660-1685           | Sucesor: Jacobo II y VII          |
| Vacante Gobierno militar                                                  | Rey de Escocia 1660-1685                        | Sucesor: Jacobo II y VII          |
| Nobleza de Inglaterra y Escocia                                           |                                                 |                                   |
| Vacante Último titular: Carlos                                            | Duque de Cornualles Duque de Rothesay 1630-1649 | Vacante Siguiente titular: Jacobo |
| Vacante Último titular: Carlos                                            | Príncipe de Gales 1638-1649                     | Vacante Siguiente titular: Jacobo |
| Cargos políticos                                                          |                                                 |                                   |
| Predecesor: El Jacobo, duque de York Futuro Jacobo II y VII               | Lord Gran Almirante 1673                        | Sucesor: Ruperto del Rin          |
| Predecesor: El conde de Nottingham Primer Lord Almirante                  | Lord Gran Almirante 1684-1685                   | Sucesor: Rey Jacobo II y VII      |